# ウースター郡 (マサチューセッツ州)

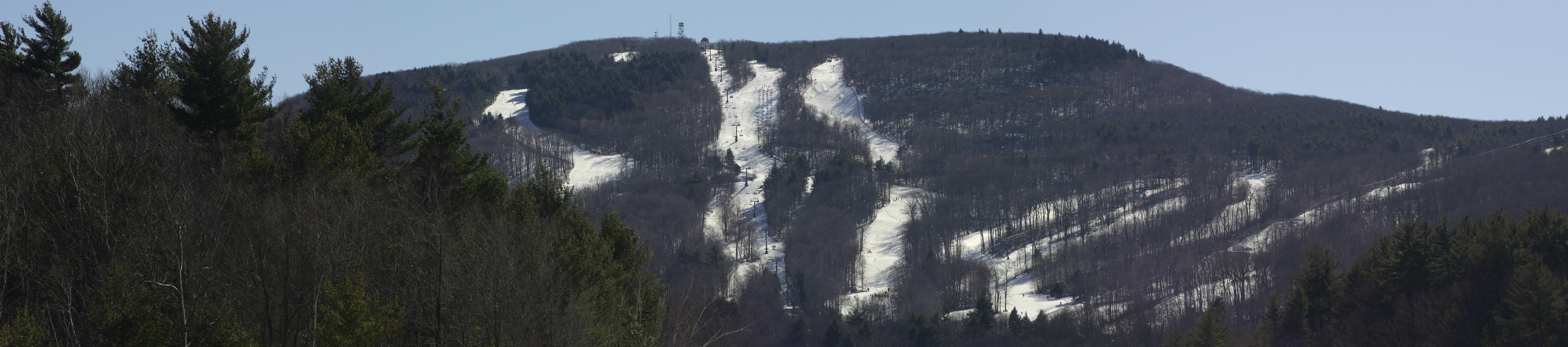
ウォチュセット山、郡内最高地点

ウースター郡（英: Worcester County）は、アメリカ合衆国マサチューセッツ州の中央部に位置する郡である。人口は86万2111人（2020年）。ウースター郡の郡政府と郡庁所在地は1998年に廃止された。それまでの郡庁所在地はウースター市で、同郡で人口最大の都市である。
ウースター郡はウースター都市圏とほぼ一致している。この都市圏はボストン都市圏の一部だと考えられることもある。

## 歴史
ウースター郡は植民地時代のハンプシャー郡東部、ミドルセックス郡西部およびサフォーク郡最西部を合わせて設立された。1731年4月2日に郡政府が作られたとき、ウースターの町がシャイアタウン（郡庁所在地）に選定された。この日から郡政府が解体されるまで、常に郡庁所在地であり続けた。州内では郡の面積が最大なので、設立から140年以上の間に15回、郡を2つに分ける試みが行われたが、どれも成功しなかった。郡北部ではランカスターが郡庁所在地として提案され、その後ピーターズハムが1度提案され、フィッチバーグは何度も提案された。最近の提案は1903年だった。1884年8月、おそらくは譲歩のために土地所有権登記所が2つに分けられ、ウースターと北のフィッチバーグに置かれた。

## 郡政府と政治
1998年7月1日、州法の変更により、地方の選択に従って郡政府の機能が州の機関に肩代わりされ、ウースター郡は郡政府と郡政委員会を持たなくなった。以前の仕組みの名残である選挙で選ばれる郡保安官、郡検察官、裁判所役人は、州の公衆安全部、ウェストボイルストンにあるウースター郡監獄と呼ばれる州の矯正システム、ウースター、フィッチバーグなど州が管理するウースター郡地区裁判所の管理下に入った。地区検事の事務所は事実上郡全体を管轄する位置づけにあるが、隣接郡の町を1つだけ含んでいる。マサチューセッツ州では、保安官の役割が他州よりも限られており、矯正所、裁判所の任務と廷吏、監獄からの釈放の計画を責任範囲としている。マサチューセッツ州の保安官は6年任期で選出されている。
州法では地域の協定、伝統的な郡、およびその他の政体を認めている。伝統的な郡政府の形態は州南東部で続いている。すなわち、ノーフォーク郡、ブリストル郡、デュークス郡、ナンタケット郡、プリマス郡の5郡である。ケープ・コッドのあるバーンスタブル郡は近代的地域政府として機能している。マサチューセッツ州法では、この郡政府、政府廃止の選択、地域政府協定の認証の間の関係を規定している。州法によって4つの新しい郡協定が設定された。ハンプシャー郡、フランクリン郡、バーンスタブル郡であり、バークシャー郡にも地域企画委員会レベルのものができた。14郡のうちの9郡に何らかの形の郡地域政府があることになる。ウースター郡の場合も、公衆安全のため、あるいは面積が大きいことによる準備のために、議会の要請と特別法および地元住民投票あるいは、これら3つの仕組みのどれかで、この選択肢を実行できる。

### 政治
| 年     | 民主党        | 共和党        |
| ------ | ------------- | ------------- |
| 2012年 | 53.7% 195,667 | 44.5% 162,022 |
| 2008年 | 55.6% 202,107 | 41.8% 152,101 |
| 2004年 | 56.4% 192,142 | 42.3% 144,094 |
| 2000年 | 56.0% 173,769 | 36.8% 114,139 |

| 民主党 | 156,454 | 30.65% |
| 共和党 | 66,466  | 13.02% |
| 無党派 | 283,517 | 55.54% |
| 少数党 | 4,015   | 0.79%  |
| 合計   | 510,452 | 100%   |

## 地理
アメリカ合衆国国勢調査局に拠れば、郡域全面積は1,579.02平方マイル (4,089.6 km2)であり、このうち陸地1,513.06平方マイル (3,918.8 km2)、水域は65.95平方マイル (170.8 km2)で水域率は4.18%である。面積では州内最大の郡である。ロードアイランド州の水域を含む総面積よりも大きい。州の中央にあり、州西部と、州東部およびボストン大都市圏を分けている。州の北側州境と南側州境の両方に接している。マサチューセッツ州の地理重心が郡内のラトランドにある。
ウースター郡はは3つの州（ニューハンプシャー州、ロードアイランド州、コネチカット州）と境を接しており、このような郡は他にバークシャー郡があるだけである。

### 隣接する郡
- チェシャー郡 (ニューハンプシャー州) - 北
- ヒルズボロ郡 (ニューハンプシャー州) - 北北東
- ミドルセックス郡 - 東北東
- ノーフォーク郡 - 東南東
- プロヴィデンス郡 (ロードアイランド州) - 南南東
- ウィンダム郡 (コネチカット州) - 南
- トランド郡 (コネチカット州) - 南南西
- ハンプデン郡 - 西南西
- ハンプシャー郡 - 西
- フランクリン郡 - 西北西

### 国立保護地域
- オックスボウ国立野生生物保護区（部分）

## 人口動態
以下は2000年国勢調査による人口統計データである。
| 基礎データ - 人口: 750,963 人 - 世帯数: 283,927 世帯 - 家族数: 192,502 家族 - 人口密度: 192人/km2（496人/mi2） - 住居数: 298,159 軒 - 住居密度: 76軒/km2（197軒/mi2） 人種別人口構成（2008年時点） - 白人: 89.61% - アフリカン・アメリカン: 2.73% - ネイティブ・アメリカン: 0.25% - アジア人: 2.62% - 太平洋諸島系: 0.04% - その他の人種: 2.93% - 混血: 1.82% - ヒスパニック・ラテン系: 6.77% 先祖による構成 - アイルランド系：15.9% - イタリア系：12.3% - フランス系カナダ人：8.0% - イギリス系：8.0% - ポーランド系：5.6% - アメリカ人：5.0% 言語による構成 - 英語：85.1% - スペイン語：6.1% - フランス語：1.9% | 年齢別人口構成 - 18歳未満: 25.6% - 18-24歳: 8.4% - 25-44歳: 31.1% - 45-64歳: 21.8% - 65歳以上: 13.0% - 年齢の中央値: 36歳 - 性比（女性100人あたり男性の人口） - 総人口: 95.5 - 18歳以上: 92.1 世帯と家族（対世帯数） - 18歳未満の子供がいる: 33.6% - 結婚・同居している夫婦: 52.5% - 未婚・離婚・死別女性が世帯主: 11.4% - 非家族世帯: 32.2% - 単身世帯: 26.2% - 65歳以上の老人1人暮らし: 10.4% - 平均構成人数 - 世帯: 2.56人 - 家族: 3.11人 収入と家計 - 収入の中央値 - 世帯: 47,874米ドル - 家族: 58,394米ドル - 性別 - 男性: 42,261米ドル - 女性: 30,516米ドル - 人口1人あたり収入: 22,983米ドル - 貧困線以下 - 対人口: 9.2% - 対家族数: 6.8% - 18歳未満: 11.3% - 65歳以上: 9.5% |

## 都市と町
村は行政上町に含まれる。
| - ウースター市（元郡庁所在地） - レミンスター市 - フィッチバーグ市 - ガードナー市 - サウスブリッジ市 - アシュバーナム町 - サウスアシュバーナム村 - アトル町 - オーバーン町 - ストーンビル村 - バーレ町 - バーリン町 - ブラックストーン町 - ボルトン町 - ボイルストン町 - モーニングデール村 - ブルックフィールド町 - チャールトン町 - クリントン町 - ダグラス町 - イーストダグラス村 - ダドリー町 - イーストブルックフィールド町 - ユニオンチャペル村 - グラフトン町 - ファーナムズビル村 - フィッシャービル村 - ノースグラフトン地区 - サンダースビル村 - ハードウィック町 - ギルバートビル村 - ハードウィック村 - オールドファーネス村 - ウィールライト村 - ハーバード町 - ホールデン町 - ジェファーソン村 - ホープデール町 - スピンドルビル村 - ハバーズトン町 - ピッチャービル村 - ランカスター町 - サウスランカスター村 - レスター町 - レスターセンター村 - チェリーバレー村 - ロックデール村 - ルーネンバーグ町 - ワロム村 - メンドン町 - ミルフォード町 | - ミルベリー町 - イーストミルベリー村 - ミルビル町 - ニューブレインツリー町 - ノースブルックフィールド町 - ノースボロ町 - チャピンビル村 - ノースブリッジ町 - ホワイティンズビル村 - ロックデール村 - リンウッド村 - オーカム町 - オックスフォード町 - パクストン町 - ピーターズハム町 - フィリップストン町 - プリンストン町 - イーストプリンストン村 - ロイアルストン町 - ラトランド町 - シュルーズベリー町 - サウスボロ町 - コーダビル村 - スペンサー町 - スターリング町 - スターブリッジ町 - フィスクデール村 - サットン町 - ウェストサットン村 - マンチャグ村 - テンプルトン町 - ボールドウィンビル地区 - オッターリバー村 - アプトン町 - ウェストアプトン村 - アクスブリッジ町 - ノースアクスブリッジ村 - リンウッド村 - アイアンストーン村 - ウィールロックビル村 - ウォーレン町 - ウェブスター町 - ウェストボイルストン町 - オークデール村 - ウェストブルックフィールド町 - ウェストボロ町 - ウェストミンスター町 - ウィンチェンドン町 |

## 著名な出身者
- ルイーザ・メイ・オルコット、小説家、エイモス・オルコットの娘、『若草物語』で著名
- ジョニー・アップルシード、西部開拓史の人物、本名ジョン・チャップマン
- マイケル・ビーズリー、NBAバスケットボール選手、高校でオールアメリカン、ノートルダム予備学校に通った
- ルーサー・バーバンク 、植物学者・園芸家・育種家、マクドナルドがフレンチフライに使った褐色ジャガイモを開発した
- ロン・ダーリング、メジャーリーグベースボール選手、ホノルル生まれ、地元のミルベリー町からセントジョンズ高校卒
- ライアン・ゴメス、NBAバスケットボール選手、ノートルダム予備学校に通った
- ロバート・ゴダード、アメリカ・ロケットの父
- ギャビー・ハートネット、メジャーリーグベースボール選手、捕手
- アビー・ホフマン、政治活動家
- エリアス・ハウ、発明家、ミシンを開発
- コニー・マック、メジャーリーグベースボール選手、監督
- アグネス・ムーアヘッド、女優、TVドラマ『奥さまは魔女』のサマンサの母エンドラ役で有名
- ウィリアム・T・G・モートン、歯科医師、歯学者。エーテル麻酔の発明者。
- ジョー・ペリー、ロックバンド「エアロスミス」のギタリスト、ホープデール出身、メンドンで初めて演奏した
- ハイラム・ウォーカー、ウィスキー蒸留所の設立者
- イーライ・ホイットニー、コットンジンの発明者
- ファニー・ブロック・ワークマン、女性登山家の草分け